# Erythrogenys
Erythrogenys is een geslacht van zangvogels uit de familie timalia's (Timaliidae). Net als de andere soorten uit deze familie zijn het soorten die vooral leven in dichte ondergroei van het tropisch bos. 

## Soorten
Het geslacht kent de volgende soorten:
- Erythrogenys hypoleucos  – Grote kruiplijster
- Erythrogenys erythrogenys  – Roodwangkruiplijster
- Erythrogenys imberbis – Roodoogkruiplijster
- Erythrogenys mcclellandi  – Vlekborstkruiplijster
- Erythrogenys gravivox  – Zwartstreepkruiplijster
- Erythrogenys swinhoei  – Grijsflankkruiplijster
- Erythrogenys erythrocnemis  – Gevlekte kruiplijster